# 反中

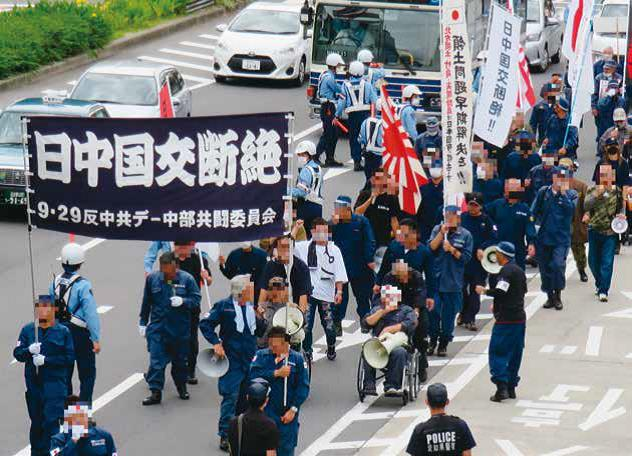
愛知県での右翼団体による反中デモ（2022年）

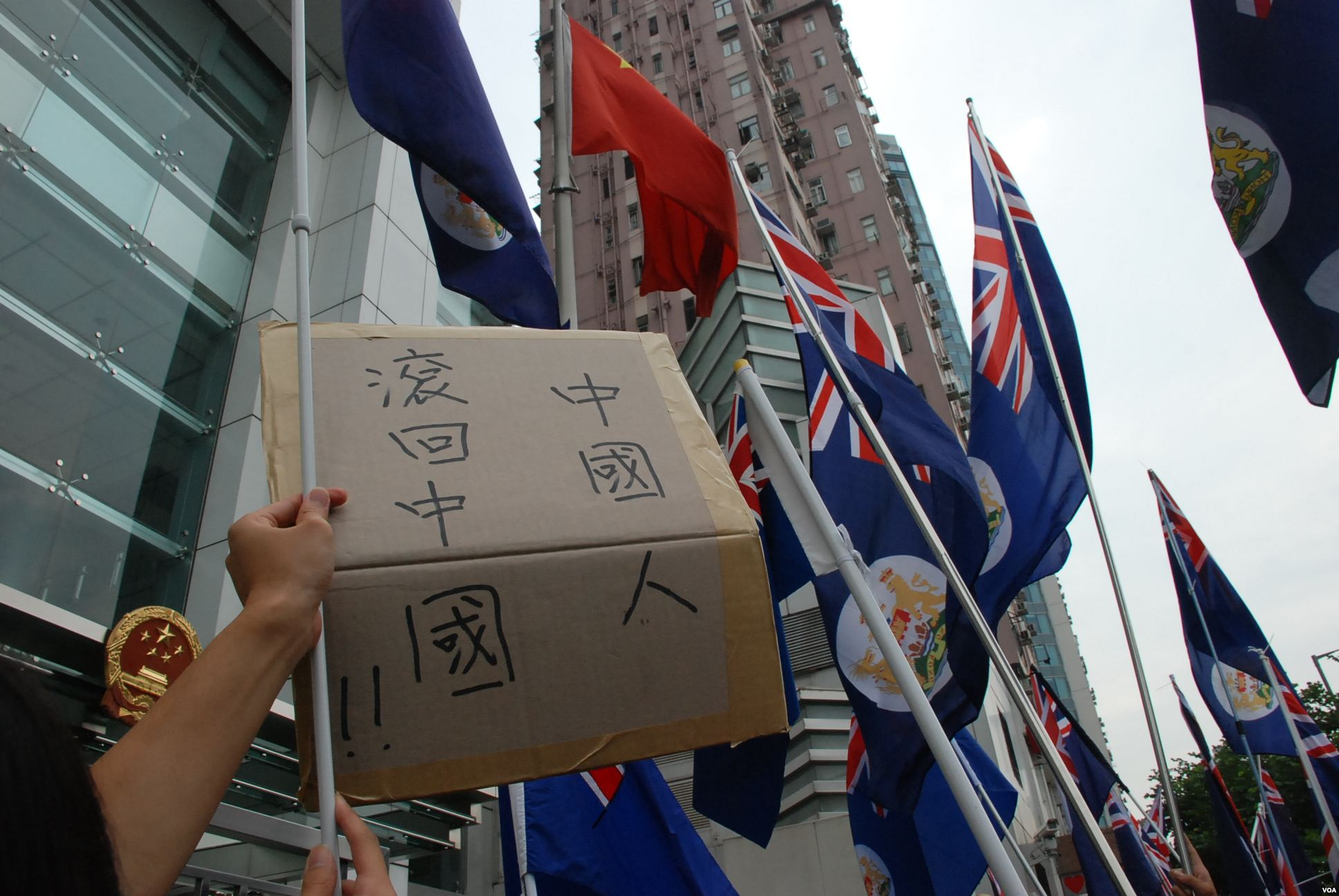
2012年に行われた香港での反中デモ。標語には「中国人は中国に帰ろう」と書かれている。

反中（はんちゅう）または反中国（はんちゅうごく、英: anti-Chinese）とは、中華人民共和国 に対して反感意識を持つことである。

## 概説
一般的には反共主義者や右派に多いと目されているが、中国の人権問題などを重視する左派・人権派によるものもある。背景としては、日中相互の社会に対する理解不足や、社会主義・共産主義を名乗りながら労働運動や民主化運動を弾圧していることへの反感、歴史認識の違い、日本国内における外国人犯罪や一部の中国人による民族主義的な示威行為などが挙げられる。
この中国脅威論を主張する反中的なメディアが、親中派とみなされる立場の人物に対し「媚中」という呼称を使用することがある。

## 日本における反中感情

### 明治維新
1886年8月、清国北洋艦隊の水兵が起こした長崎事件により日本の対清感情が悪化し、1894年の日清戦争を引き起こす両国の対立の背景の一つとなった。また1900年の八カ国連合軍（日米欧による連合軍）による義和団の乱の干渉をそれに値する。
第一次世界大戦中の1915年に第2次大隈内閣が袁世凱大総統に最後通牒をもって行った対華二十一カ条の要求は、ドイツが中国に持っていた利権の譲渡（勝利した日本は中国の青島を青島守備軍として軍事占領を行った）だけでなく中華民国政府の内政全般にわたる介入を要求するものであったため、中国における抗日活動・反帝国主義運動である五四運動の原因となった。
この時期には、当初は孫文が提唱していた中国を表す「支那」を正式国号に関係なく用いていた。ただし、これが差別的な意図を含んだ使用法なのか、単に新しい中国という国号になじみがなく、旧来の呼称が用いられていただけなのかは議論の余地がある。
1931年には朝鮮排華事件が大きな外交問題となった。日中戦争の前後において、通州事件や第二次上海事変などの抗日運動などにより、日本の世論は反中（暴支膺懲）で固まった。後者については、中国の首都・南京市を陥落させれば戦争が終結するとの楽観論に反し、日本が破滅的な状況へと陥った事が背景にある。しかし、日中戦争では日本が中国に対して敗北したという意識が乏しかったため、劣等感を受けることは少なく、日本人の間には中国人に対する一種の贖罪意識も生まれた。また終戦時の中華民国政府の日本人引揚者・旧軍人に対する温情政策（以徳報怨）に恩義を感じた人のなかには、少なからぬ蔣介石への敬慕や神話を生み出し、自民党国会議員の多くに親台湾派を形成するバックボーンとなっていた。

### 米ソ冷戦時代
日中国交が回復するまで、日本においては「中共」（本来は中国共産党の略称である）を多用しており、国家承認もしていなかった。また岸信介内閣など歴代の政権の多くは、日本が、冷戦下で資本主義陣営に組み込まれ、共産圏と敵対していた影響などにより、政治的には反中的姿勢を貫いた。
そうした中、日中国交回復前の1958年5月2日、長崎市で開催された切手展覧会の会場に掲揚されていた中華人民共和国の国旗を男性が引きずり下ろし侮辱する行為があった。明らかに反中的、反共的指向から行った国際的礼節を逸脱した行為であったが、警察が事情聴取を事実上不問にしたため（当時国交のあった中華民国の在長崎領事館が「非合法政権の国旗であり、日華友好に悪影響を与える」との要請もあったともいう）、事実上外国国章損壊罪の刑罰の対象となる国旗に該当しないと司法警察当局が容認したため、中国側が反発し、既成立も含めた日中間の商取引契約を取り消す対抗措置に出た（詳細は長崎国旗事件を参照）。
この日本側の対応について共産中国を認めない反中的な思想背景があると主張する者もいる。しかし、この頃は日中間の交流も少なく摩擦自体は少なかった。
日中国交正常化がなされた1972年以降、日中間の交流が盛んになった。この時期は国交正常化した田中角栄や、当初はタカ派と見られた福田赳夫などの総理が現実的な外交交渉を行ったことで日中蜜月といわれており、大平正芳政権の時期には最高潮に達した。1970年代の保守陣営の親中路線の背景には中ソ対立による米中接近の影響もあった。一方、革新陣営においては日本社会党内でも向坂逸郎率いる社会主義協会はソビエト連邦との関係が深く、党内右派の江田三郎や左派でも親中派の佐々木更三と徐々に対立するようになる。

### ポスト冷戦時代
21世紀に入ると、中国の経済成長や軍事面での強大化、尖閣諸島海域での領海侵犯など日本の権益への侵犯行為が表面化するにつれ、中国に脅威を感じる日本人が増えていった。特にAFCアジアカップ2004で日本が優勝した際に発生した一部中国人の暴動はマスコミでも大きく取り上げられ、「スポーツは政治と絡めないで友好を模索するもの」という日本人の一般的な市民意識と大きく隔たった行動が、中国に対する感情を悪化させた。
1989年6月4日の天安門事件への人権派や中国民主化運動支持者からの反感や、中国共産党による一党独裁体制に対する自由主義者や反共主義者による反感もある。こういった動機からの反感は、中国共産党の横暴への反感であって、漢民族への民族主義的な反感とは峻別するべきであるという考えもある。
その他にも様々な問題、例えば靖国神社参拝における中国の反応やデモなどが日本で度々報じられたり、尖閣諸島問題や東シナ海の天然ガス田をめぐる摩擦（東シナ海ガス田問題）や上海総領事館員自殺事件などが重なり、一方では中国が反日教育を自国民に施しているのではないかとの疑念が日本で広がった。

### 民主党政権時代以降
2009年8月30日に行われた第45回衆議院議員総選挙の結果、鳩山由紀夫・菅直人ひきいる民主党が政権の座に着き、「政治主導」の外交が標榜された。2010年9月7日、尖閣諸島中国漁船衝突事件が発生し、中国漁船に衝突された海上保安庁は中国漁船の船長を逮捕した。当初日本側は「法に基づき粛々と対応」（岡田克也外相）するものとしていたが、中国側は事件発生の日から5回にわたって北京駐在の丹羽宇一郎大使を呼び出すなど、日本側の措置に強硬に抗議、9月24日、船長は日中外交に配慮した日本の政治的判断にて釈放されたが、中国側は日本への強硬姿勢をかえって強め、暴徒化した民衆による日本企業などへの破壊行為が中国各地で発生した。日本国内でも中国と民主党政権への批判が高まり、日中関係は緊張した状況となった。

2010年11月4日21時過ぎ、YouTubeでsengoku38という投稿者が衝突事故の映像を投稿した（この映像は、11月5日に投稿者自身がアカウントごと削除された）。38は中国や台湾の一部でつかわれる侮蔑の表現であると言われているが真相は不明。
尖閣諸島中国漁船衝突事件の後の、2010年10月に実施された内閣府の世論調査によれば、中国に対して「親しみを感じない」とする者の割合が77.8%（「どちらかというと親しみを感じない」30.5%＋「親しみを感じない」47.3%）となっており、日本の反中感情も高い。

### 日本における反中感情と中華人民共和国の膨張主義
反中や反共感情が強い、保守系団体や右翼団体では中国の領土でありつつも独立を希望する声も存在するチベットやウイグル、内モンゴルや満洲などの独立を支持する団体もある。台湾に関しては中華民国体制のまま台湾正名運動による台湾本土化や、現行の中華民国体制を排除して台湾人国家としての独立を支持する声があるが、日本の保守勢力や右翼団体では中華民国は中国人国家と見做している方が多い為に後者を支持する者が多い。
日本では中国を批判する際に「中共」や「シナ」・「支那」と表現する事もあるが、「ジャップ」などと同様に「支那」呼称自体には本来、侮蔑的な意味はない。（詳細は支那を参照。）

## 諸国における反中

### 世界の反中度
| 調査対象国     | 肯定 | 否定 | どちらでもない | 肯定-否定 |
| -------------- | ---- | ---- | -------------- | --------- |
| 日本           | 9%   | 86%  | 5              | -77       |
| スウェーデン   | 14%  | 85%  | 1              | -71       |
| オーストラリア | 15%  | 81%  | 4              | -66       |
| デンマーク     | 22%  | 75%  | 3              | -53       |
| イギリス       | 22%  | 74%  | 4              | -52       |
| アメリカ       | 22%  | 73%  | 5              | -51       |
| 韓国           | 24%  | 75%  | 1              | -51       |
| カナダ         | 23%  | 73%  | 4              | -50       |
| オランダ       | 25%  | 73%  | 2              | -48       |
| ベルギー       | 24%  | 71%  | 5              | -47       |
| ドイツ         | 25%  | 71%  | 4              | -46       |
| フランス       | 26%  | 70%  | 4              | -44       |
| スペイン       | 36%  | 63%  | 1              | -27       |
| イタリア       | 38%  | 62%  | 0              | -24       |

| 調査対象国     | 肯定 | 否定 | 肯定-否定 |
| -------------- | ---- | ---- | --------- |
| スペイン       | 15%  | 68%  | –53       |
| アメリカ       | 22%  | 70%  | –48       |
| インド         | 19%  | 60%  | –41       |
| トルコ         | 29%  | 54%  | –25       |
| フランス       | 35%  | 60%  | –25       |
| インドネシア   | 28%  | 50%  | –22       |
| イギリス       | 37%  | 58%  | –21       |
| ドイツ         | 20%  | 35%  | –15       |
| カナダ         | 37%  | 51%  | –14       |
| オーストラリア | 46%  | 47%  | –1        |
| ブラジル       | 45%  | 38%  | 7         |
| ギリシャ       | 37%  | 25%  | 12        |
| ペルー         | 49%  | 34%  | 15        |
| ロシア         | 44%  | 23%  | 21        |
| メキシコ       | 55%  | 26%  | 29        |
| ケニア         | 63%  | 27%  | 36        |
| パキスタン     | 63%  | 12%  | 51        |
| ナイジェリア   | 83%  | 9%   | 74        |
| 中国           | 88%  | 10%  | 78        |

| 調査対象国     | 肯定 | 否定 | 肯定-否定 |
| -------------- | ---- | ---- | --------- |
| チェコ         | 25%  | 69%  | –44       |
| フランス       | 21%  | 63%  | –42       |
| ルクセンブルク | 24%  | 61%  | –37       |
| ドイツ         | 26%  | 61%  | –35       |
| スウェーデン   | 31%  | 64%  | –33       |
| イタリア       | 29%  | 60%  | –31       |
| スペイン       | 29%  | 59%  | –30       |
| オランダ       | 32%  | 60%  | –28       |
| デンマーク     | 32%  | 59%  | –27       |
| ベルギー       | 34%  | 61%  | –27       |
| オーストリア   | 34%  | 57%  | –23       |
| フィンランド   | 36%  | 55%  | –19       |
| マルタ         | 30%  | 47%  | –17       |
| スロベニア     | 41%  | 53%  | –12       |
| ポーランド     | 37%  | 48%  | –11       |
| ハンガリー     | 40%  | 50%  | –10       |
| ポルトガル     | 36%  | 45%  | –9        |
| スロバキア     | 36%  | 44%  | –8        |
| アイルランド   | 39%  | 47%  | –8        |
| ギリシャ       | 45%  | 49%  | –4        |
| イギリス       | 39%  | 41%  | –2        |
| エストニア     | 43%  | 35%  | 8         |
| リトアニア     | 49%  | 36%  | 13        |
| クロアチア     | 54%  | 39%  | 15        |
| ブルガリア     | 47%  | 31%  | 16        |
| ルーマニア     | 56%  | 34%  | 22        |
| ラトビア       | 51%  | 29%  | 22        |
| キプロス       | 58%  | 27%  | 31        |

BBCワールドサービスやピュー・リサーチ・センター、ユーロバロメーターが定期的に実施している世界各国を対象とした対他国感情に関する調査によれば、主に欧米諸国において、米中貿易戦争や人権問題などの面から中国に対する悪感情が形成されており、中国を否定的にとらえる回答が多い傾向にあるとしている。
2020年にシンガポールのシンクタンクであるISEASユソフ・イサーク研究所がASEAN諸国の政府高官、学者、専門家など1300人を対象に実施した調査によると、ASEAN諸国では中国の政治・経済的影響力への警戒感が広がっており、中国に不信感があるという割合は、2019年の52%弱から2020年には60%強に上昇し、また40%近くが「中国は現状の秩序を打ち壊そうとする勢力で、東南アジアを自らの影響圏に入れようとしている」との認識を示した。ISEASユソフ・イサーク研究所は、「中国の著しい、そしてなお増大し続けている影響力に対する地域の懸念は、中国による強大なパワーの使い方に不透明感があるからだ」として、中国の台頭が平和的ではないとの懸念を高めていると指摘しており、特に中国に対する不信感は、南シナ海問題で中国と争っているベトナムとフィリピンで際立っている。
要因の一つとして、外交姿勢が論争を避ける姿勢（韜光養晦）から高圧的な姿勢（戦狼外交）へ転換したこともあげられる。
2021年5月、習近平総書記（国家主席）は「自信を示すだけでなく謙虚で、信頼され、愛され、尊敬される中国のイメージづくりに努力しなければいけない」と語り、外国から「愛される中国のイメージづくり」を指示し、中国共産党が組織的に取り組み、予算を増やし、「知中的、親中的な国際世論の拡大」を実現するよう対外情報発信の強化を図るよう訴えた。

### アメリカ合衆国における反中
第二次大戦終結まで
19世紀のアメリカでは、勤勉かつ低賃金で働く中国人労働者が大量に移住してきたため、1870年代の初期に中国人差別法や1882年の中国人排斥法（排華移民法）などが制定され、清朝（中国）からの移民を制限しようとした。この頃清朝はアヘン戦争での敗北などもあって衰退し、イギリスをはじめとした西洋諸国によって半植民地の状態におかれたことから、安定した生活を求め海外に移住する中国人が多くいた。同じ時期に日本人も同様に移住したが、中国人にしろ日本人にしろ困窮しきっていた彼らは低賃金でも文句を言わず良く働いた。そのため、イタリア系やアイルランド系（いずれも熱心なカトリック教徒）など白人社会の中で下層を占めていた人々の雇用を奪うことになったため問題化し、東アジア系移民への人種差別としての「黄禍論」が唱えられるようになった。
そのため、中国人労働者によって自分たちの労働待遇までも悪化させられると考えた白人住民による暴行事件が多発した。この時の反中感情は皮肉にもアメリカに対する同じアジア系である日本の脅威の方が深刻化したことから沈静化し、第二次世界大戦でアメリカと中国が共に日本と戦ったことなどからほぼ一掃された。
冷戦時代
第二次世界大戦後の冷戦体制化ではアメリカは中華民国を承認し、共産主義に対する警戒から大陸の中華人民共和国・中国共産党政府とは手を結ばなかった。しかし、中ソ対立の深刻化とソ連への対抗上、1972年2月に共和党のリチャード・ニクソン大統領が中華人民共和国を訪問し、毛沢東党主席、周恩来総理らと会談したことによって米中関係は劇的に改善した。
ニクソン訪中後、1975年に共和党のジェラルド・R・フォード大統領が訪中し、1979年1月に民主党のジミー・カーター大統領によって米中国交正常化が実現した。この際に、カーター大統領は「一つの中国論」に基づいて中華民国（台湾）と断交したが、1979年4月10日に台湾関係法を制定している。
冷戦後
冷戦後では、アメリカの連邦議会議員の中には中国は軍事・経済などで将来アメリカの覇権を脅かす存在として認識している封じ込め派と、中国の輸出攻勢によって被害を受けている中小企業などの支持を受けた議員（中国の人権問題を重視する人権派も含まれる）が中心となった圧力派が存在する。また、アメリカ議会のなかには一定の親台湾派が存在しており、台湾総統のアメリカ訪問を実現しようとする動きもある。
冷戦後の現在の米中関係は、朝鮮戦争やベトナム戦争などでの対立を背景に、軍事面ではかならずしも良好な二国関係と見られていない。近年では1996年の台湾総統選挙の際に台湾海峡をはさんで米中による軍事的緊張が生起したほか、1999年5月7日のユーゴスラビア内戦下のベオグラードにおけるNATO軍機による中国大使館への誤爆、2001年4月には南シナ海上空で発生した米中両国の軍用機（中国人民解放軍の戦闘機『J-8II』とアメリカ軍の電子偵察機『EP-3E』）同士による空中衝突事件（海南島事件）をめぐる問題などが起こっている。
2001年9月11日のアメリカ同時多発テロ事件以後は対テロ戦争のため主要国から一定の協力が必要なため、米中関係はある程度緩和されたとの指摘もある。
また第二次世界大戦では友好的であった中国（当時は中華民国）を、現在では38%のアメリカ国民が敵国と見なしている。
2020年の新型コロナウイルス感染症の流行による反中感情が起こっており、アジア系住民へのヘイトクライムが2.6倍に増加していることなどを受けてヘイトクライムの取締りを強化する法案が可決された。
2020年には、共和党に所属するMark Esper議員が中国共産党をアメリカのTICOT(トップ国際犯罪組織ターゲット)リストに追加すべきと主張した。
ピュー・リサーチ・センターがアメリカ人を対象に日本、中国、インド、北朝鮮のアジア4か国に対する意識調査を行い、最も高い好感度を100度とし、50度は中立的、0度は最も否定的としたところ、2018年調査では、日本61度、インド51度、中国42度、北朝鮮21度である。2021年調査では、日本59度、インド48度、中国28度、北朝鮮21度であり、中国はわずか3年間の間に42度から28度まで大幅に低下している。また、共和党の方が民主党よりも中国に対して批判的であり、低学歴の方が大卒以上の高学歴よりも中国に対して批判的である。2021年調査では「アメリカ成人の89%は中国をパートナーではなく、競争相手あるいは敵である」と回答している。

### モンゴル国における反中
2000年から2010年頃にかけて、歴史的経緯や中国の経済的な影響力の強まりへの反発から、ダヤル・モンゴルを代表とした極右団体や民族主義的グループによる中国人や中国系スーパーやホテルの襲撃が散発的に発生していたが、2022年現在では中蒙関係の改善に伴い対中感情は概ね良好なものとなっている。

### 大韓民国における反中
大韓民国ではその民族主義的な風潮から、中国への反感が強く存在している。近年は東北工程が歴史問題に絡んで激しい反発を呼んだ。2008年には、ソウルでの聖火リレーで中国人留学生らが暴力行為を起こしたことから、 韓国で反中感情が噴出、北京五輪ボイコットが論じられた。（2008年北京オリンピックの聖火リレー#韓国を参照）2011年には韓国海洋警察官2人が中国漁船の隊員によって殺傷され、中国政府が弔意を示さなかったこと等から、反中感情が再び噴出した。
2016年7月8日、韓国国防省と在韓米軍がTHAADミサイルを在韓米軍に配備することを最終的に決定したと発表したことに対し、中国は「強烈な不満と断固とした反対」を示し、中国で限韓令と呼ばれる反韓政策が起きた。これに対して韓国でも反中感情が噴出して韓中関係が急速に冷え込んだ。2017年10月、韓国政府は事態を鎮静化させるため、「アメリカのミサイル防衛（MD）システムに参加しない」「THAADミサイルを追加配備しない」「韓米同盟を韓米日三国同盟にしない」といういわゆる「三不（3つのノー）」を中国政府に誓約した。これに対して韓国では、「国の主権はもちろん、将来の軍事主権の侵害まで認めた国家的な恥さらし」「中国に安全保障の主権を差し出す衝撃的な譲歩」「自国の安全保障政策まで縛られるという異常な状態」「自らの手足を鎖で縛るような合意に応じる国は世界のどこにもない」「なぜ自分たちを守る武器の追加配備はしないなどと第三国と約束するのか。米国のMD参加や他国との軍事同盟もわれわれ自ら決めることであり、中国の許可を受けるべきいわれなどない」「この主権放棄だけは必ず撤回しなければならない」「経済報復を恐れて主権を譲り渡してしまえば、次は屈従段階に入る」と中国に猛反発している。
2017年4月7日にマー・ア・ラゴにおいて、中国の習近平総書記（国家主席）とアメリカのドナルド・トランプ大統領が米中首脳会談を行ったが、その会話の内容をトランプ大統領が『ウォール・ストリート・ジャーナル』のインタビューで話し、習近平主席が「朝鮮半島は中国の一部だった」と発言したことを明らかにし、「習近平主席が中国と朝鮮半島の歴史について話した。数千年の歴史と数多くの戦争について。朝鮮は実は中国の一部だった」「朝鮮は実際に中国の一部だった（Korea actually used to be a part of China）」「習主席から中国と韓国の歴史について聞いた。北朝鮮ではなく韓半島全体の話だった。（中国と韓国には） 数千年の歳月の間、多くの戦争があった」「（習主席の歴史講義を）10分間聞いて（北朝鮮問題が）容易ではないことを悟った」と語った。これに対して韓国では、「（中国は）実際は手段や方法に関係なく隣国に対する覇権を追求してきた。習近平主席はアメリカのトランプ大統領に『韓半島は中国の一部だった』という妄言まで口にした。それが彼らの本心だ。中国共産党と習主席はその属性からして覇権を追求し、暴力的かつ反民主的で反人権的だ」という露骨な反中意見が出ている。

### インドにおける反中
インドでは、1951年以降インドに亡命しているダライ・ラマ14世やカシミールでの領土問題などを巡り中国との対立があり、対中感情は悪化している。

### 東南アジア諸国における反中
中国人社会は東南アジアにも存在しており華僑として経済的に優位な立場である。特にマレーシアとシンガポールでは国自体が華僑が大多数である。しかし、そのほかの国では少数派であるが経済的にその国を支配しているとみられるため、華僑に対する反発から反中暴動がしばしば起きている。一方、華人の現地への同化が進んだ国、たとえばタイでは現在では華僑への反感は顕著でなくなっている。
マレー半島では、イギリスがスズ鉱山などでの労働力として導入した中国人が急速に増え、海峡植民地の人口は1940年にはマレー人228万人に対し華僑は235万人に達したが、華僑は支那事変以来国民政府に通じて、抗日ゲリラ活動を行っていたことから、マレー半島を占領した日本軍は華僑を粛清した。粛清された華僑は、日本軍により「大虐殺」されたとして、今日では日本のアジア侵略の代名詞になっているが、海峡植民地の華僑は、常に植民統治者の側にあり、その番頭、仲介人となり、政治を白人が司るなら、経済は華僑が牛耳り、マレー人に対して白人以上に搾取者・収奪者となった。海峡植民地は東南アジアでも、最も華僑に支配された地域であり、海峡植民地で日本軍の占領を歓呼の声で迎えたのは、マレー民族主義を掲げるマレー青年同盟（Kesatuan Melayu Muda; KMM）だった。そのため日本軍は華僑を徹底的に排除し、マレー人とインド人を優遇した。また、インドネシアの独立運動の歴史は長いが、それは華僑の経済搾取に対する反抗運動でもあり、華僑はオランダ人以上に過酷な搾取を行い、イスラム同盟の運動は、直接的には華僑排斥運動だった。白人の植民地支配は、代理支配する人種を設定するものであり、アジアではインド洋からアフリカが印僑、ビルマから東は華僑が代理支配役を務めた。東南アジア諸民族と華僑との対立は、経済的・文化的なものを超え、民族対立にまで昂進しており、政治的変動のたびに、華僑には襲撃が加えられ、戦後も華僑への反感は消えておらず、ベトナムは華僑の追放を行い、中越戦争を引き起こした。インドネシアでも1998年5月インドネシア暴動が発生しており、インドネシアでは華僑は経済を牛耳り、暴利を得ながらもそれをインドネシアには還元せず、自分たちだけで独占し、華僑の故郷とする中国に投資すればするほど、地元の反感・憎悪は高まり、華僑はイスラム教徒との協調性にも欠け、嫌われ者となっており、インドネシアでは中国語書籍の販売を禁止していたこともある。華僑には民族的な優越感があり、在住国の民族との同化や融合を拒否しており、日本軍の華僑粛清は、このような民族間の緊張の中で行われ、日本軍の進軍が東南アジア諸民族から歓迎されたのは、支配者である白人を駆逐したからだけでなく、その代理支配を担当していた華僑を粛清したためである。海峡植民地を軍政下に置いた日本は、1942年5月にシンガポールに昭南興亜訓練所を開設し、マレーの各州からマレー人、インド人、華僑の若く優秀な官吏を選抜し、農業技術、軍事技術、そして国家とは一体何であるかを徹底的に叩き込み、新国家建設の中枢を担える人材を養成した。また、若い人材を南方特別留学生として日本に派遣し、マレー人の行政人材を養成した。その後、昭南興亜訓練所はマラヤ興亜訓練所に引き継がれ、1000人以上の卒業生を輩出し、その卒業生がマライ義勇軍の将校となり、マレーシアを独立させ、独立後の政治・経済における中核となった。海峡植民地における華僑の粛清とマレー人の行政人材育成は、今日のマレーシア連邦の基礎を築き、華僑を追放しない限り、アジアの解放はありえず、黄文雄も「よく見落とされる日本軍の東南アジアへの貢献がある。それはマレー半島などにおける華僑に対する『粛清』だ」「一昔前には東南アジアの反日デモがしばしば報じられたが、それを主導してきたのは華僑勢力と、何らかの意図がある日本のマスコミであることに注意しなければならない。華僑は、日本政府の反省と謝罪表明を喜んで受け入れるだろうが、諸民族は逆にそれを、日本の東南アジアへの敵対行為と見るはずである」と述べている。
インドネシア
インドシナ戦争時のベトナムでの迫害や、インドネシアにおける反中暴動などが起きている。特にインドネシアでは激しい暴動事件が過去に何回か起きている。
2013年のインドネシアの調査では、過半数が中国の軍拡を懸念していると回答した。
ベトナム
ベトナムは長い歴史の中、中国歴代王朝から繰り返し支配と侵略を受け、南北ベトナム統一後も、親中派の民主カンプチアに対する親ソ派のベトナムによる侵攻（カンボジア・ベトナム戦争）を巡って1979年に中国との大規模な戦争を起こし（中越戦争）、1989年までたびたび交戦（中越国境紛争）をしている状態であった。
2012年7月には南沙諸島の領有権をめぐり、「打倒中国」を旗印にした反中デモが勃発、2012年末には、南シナ海でベトナムの石油探査船のケーブルが中国漁船に切断されるという事件が発生したが、中国外務省はベトナムの抗議を却下しただけでなく、中国漁船の航行に支障が生じたとして、ベトナム海軍を非難し、ベトナムでは反中デモが起きている。2014年には南沙諸島の領有権をめぐり、中国とベトナムの当局の船が衝突して緊張が高まり、ベトナムでは中国人が殺害されたり、傷害事件が相次いだ他、中国企業と間違われて韓国企業、台湾企業、日本企業、香港企業、マレーシア企業、シンガポール企業の工場が襲撃される事態に発展している。このような一連の出来事に対して、毎週日曜日に首都・ハノイにある中国大使館前にて、2014年ベトナム反中デモが勃発した。対中関係は首脳レベルでの会議は行われるものの、領土・領海紛争問題で対立を続けている。中華人民共和国とは陸続きのため、中国製品（Made in China, Made in PRC）も多く流通しているが、ベトナムでは華人が急増し、不法滞在・不法就労も多発していることから、過去の侵略された歴史を含めて、反中感情を抱く者は非常に多い。
タイ
2020年4月、タイの人気俳優ブライトが、中国の特別行政区であるにもかかわらず、香港を「国家」と記載した画像をTwitterに投稿した。この投稿に対して、中国の網軍がブライトを攻撃し、作品のボイコットを要求した。ブライトは謝罪して画像を削除したが、すぐに中国の網軍は、ブライトの恋人であるモデルのウィーラヤ・スカラム（Weeraya "Nnevvy" Sukaram）が2017年に投稿した台湾が独立国であるとほのめかす内容の投稿を発見し、タイの国王のラーマ10世や首相のプラユット・チャンオチャを標的にした侮辱がおこなわれた。ウィーラヤ・スカラムは、新型コロナウイルスを「武漢肺炎」と表記して中国の網軍を挑発し、タイのネットユーザーたちはソーシャルメディアでブライトを擁護し、やがてその批判は中国批判へと変化した。そして、ウィーラヤ・スカラムのアカウントを用いたハッシュタグ「#nnevvy」がFacebookやTwitterに飛び火し、多数のタイ人ネットユーザーが新型コロナウイルスの起源となった中国への謝罪を要求し、反中姿勢を示すイラストを投稿して応戦するなどTwitterで中国との戦いを展開したが、これについて在タイ中華人民共和国大使館が「オンラインノイズ」と罵倒する長文の声明をFacebookに掲載し、タイのネットユーザーと在タイ中華人民共和国大使館とのあいだで激しいバトルが繰り広げられた。タイでは、中国の侵略に抵抗している香港と台湾を支持することで、タイの多数の民主化運動グループが統合されて中国批判が反権威主義のプラットフォームとなり、香港と台湾のTwitterユーザーがタイのTwitterユーザーと合流した。
フィリピン
2013年、南沙諸島の領有権をめぐり中国と領土紛争を抱えるフィリピンの調査では、中国を「ほとんど信頼していない」と回答した人の割合が1990年半ばの調査開始以来最高値となった。
シンガポール
統制社会のシンガポールでは、2013年に中国人移民のバス運転手らがストライキを起こし、公共交通機関が混乱した際、インターネットに反中メッセージが氾濫した。
カンボジア
2013年、カンボジアの地元住民からは中国経済の農業投資のために村民が立ち退きを強いられたとの批判が上がっている。
ミャンマー
ミャンマーでは、過去10年の間に大勢の中国人商人がマンダレーに押し寄せ、地元企業を買い漁り、住民を市外に追い出した。ミャンマーの歌手リンリンは、コンサートでファンがいつも求めてくる曲は、中国人商人に乗っ取られた故郷を嘆いた作品である。「この都市に住みついた彼らは誰だ? /北東の国からここにたどり着いた隣人/僕は恥ずかしさのあまり耳をふさぐしかない/異邦人にめちゃくちゃにされてしまったのだ/愛するマンダレーは死んだ」。この「マンダレーの死」という曲を歌うリンリンの姿はファンによって撮影され、インターネットに公開され、数十万人がその動画を見た。リンリンは「どの公演でも、必ずこの曲がリクエストされ」、中国文化や勤勉な中国人は尊敬するが、取引では得られるものより奪われるもののほうが多いと述べており、歌に込めた厳しいメッセージやその反響の大きさは、経済、軍事、政治で大国化した中国に対する反感がミャンマーで高まっていることを示している。
アメリカの働きかけでミャンマーが西側諸国との関係を改善させたのは、中国に対する不安感も要因の一つであり、欧米企業に門戸が開かれ、中国国有企業との競争に向けた態勢が整いつつあるが、中国政府は、アメリカが反中感情をかき立て、中国の「封じ込め」を目指したアジア諸国との協力関係を強化していると非難している。
中国社会科学院の郭継光が地域安全保障環境に関するリポートで「近隣諸国の一部を見ると、一般市民の間では中国に対する不満感が日ごとに強くなっている」と指摘しており、天然資源の確保、他国から敬意を示されること、同盟国をつくることなどの中国の戦略は反中感情の高まりから複雑化しており、中国が、相手国政府や財界幹部としか接触せず、反政府派などと関係を持つことを避けたことから、ミャンマーなどの国々における国民感情に対応できていないという指摘もある。

### 欧州諸国における反中
中国人移民の比較的多いドイツ、イタリアでは、中国人はチャイナタウンを形成し集住する傾向にある。中国人は欧州系移民に比べ数は少ないものの現地に同化しないことが多いことや、中国系マフィアの犯罪が問題になっていることから、チャイナタウンの拡大を不安に思う地元住民も存在する。
2008年北京オリンピックでは、チベット問題、脱北者問題などの中国政府の対応を批判した人権団体が聖火リレーを妨害するなど新たな火種も生まれている。また中国は欧米諸国が人権問題を主張しているパキスタン、イラン、ミャンマー、北朝鮮、スーダン、ジンバブエなどに対しても友好的であるため、これによる中国に対する悪感情も形成されつつある。

## 2020年新型コロナウイルスなど
発症が確認されたのは2019年12月頃の湖北省武漢市が最初とされ、これによる対中感情の悪化が見られた。
日本においても、2020年の日中共同意識調査では中国に「よい」印象を持っているとの回答が前年から5ポイント減少している。
アメリカやヨーロッパ、オセアニア、アジアでは、アジア系住民や中国系住民に対するヘイトクライムが増加し、社会問題となった。
特にアメリカにおいてはアジア系住民へのヘイトクライムが急増し、中国政府、日本政府が各国民に注意喚起を行ったほか、ヘイトクライム犯罪に対して刑期の延長などが可能となる「ヘイトクライム法」が施行された。
中国は、世界諸国に新型コロナウイルス感染症の流行を受けて品不足となっていたマスクや医療用ガウン、ウイルス検査キットなどを輸出する「マスク外交」を展開したものの、前述の中国共産党による隠蔽や情報統制に加え、品質管理システムの欠陥からマスクや検査キットが適切な基準を満たしていない欠陥品を大量に輸出したことでさらに反感を集め、世界各地で中国政府のあからさまなプロパガンダを売り込もうとして、かえって容赦ない批判を浴びることになり、諸国の対中感情をさらに悪化させた。
同様に中国は国営企業のシノファーム製およびシノバック製の不活化のCOVID-19ワクチンを南米やアジア、アフリカの諸国に供給するワクチン外交を繰り広げているものの、WHOから緊急使用のリストに追加されたワクチンとはいえ、各国での予防効果が他のワクチンと比べて低い事などが影響し、チリ、インドネシア、タイなどのように中国製ワクチンを接種後に感染者が増大するケースやバーレーンのように他の種類（ファイザー製）のワクチンの再接種（ブースターショット）を推奨するなど、中国製ワクチンの有効性に疑問が持たれる事態となっており、一部では中国製ワクチンを忌避する動きが出ている。また、中国は台湾へのビオンテック製ワクチン調達交渉を妨害し、中国製ワクチンの導入を勧めるなどの工作を行っているとされるなど、中国のワクチン外交に対する各国の反発が根強い。
オーストラリアのスコット・モリソン首相も「ウイルスについて独立して調べるべき」と発言した結果、中国に反発され、オーストラリア産の肉などの輸入を停止の他、サーバー攻撃などの被害を受け中国によるものと断定した。
同年10月には中国への国際評価が1949年の建国以来、過去最低の記録となった。

### 2020年におけるコロナウイルス以外の大規模な反中感情
香港では2020年に制定された香港国家安全維持法の施行により、一部の台湾市民や香港市民により任天堂から発売された『あつまれ どうぶつの森』などでのオンラインにおける反中デモも発生した。
2020年5月9日、インドと中国の国境で殴り合いが発生して双方に死者が発生したことにより両国間感情は悪化し、インドでは中国製品の不買運動や習主席（総書記）の藁人形を焼くなどのデモ活動が起こっている。